# Siphonophora coclensis
Siphonophora coclensis är en mångfotingart som beskrevs av Loomis 1964. Siphonophora coclensis ingår i släktet Siphonophora och familjen Siphonophoridae. Inga underarter finns listade i Catalogue of Life.